# 柳橋 (神田川)
柳橋（やなぎばし）は、神田川にかかる橋で、特別区道（愛称：柳橋通り）を通す中央区管理の橋である。南岸は中央区東日本橋2丁目、北岸は台東区柳橋1丁目。橋北詰の台東区の町名でもある。

## 概要
神田川が隅田川に流入する河口部に位置する最下流の橋梁で、南詰の東日本橋側に進むと国道14号（靖国通り）上の両国橋西交差点にたどり着く。

## 歴史
その起源は江戸中期、当時は日本橋下柳原同朋町と対岸の浅草下平右衛門町とは渡船で往来していたものの不便な為1697年（元禄10年）に架橋を願い出て許可され翌年1698年に完成。1887年（明治20年）に鋼鉄橋になる。その後の関東大震災にて焼失したため震災復興事業として1929年（昭和4年）に現在の橋が完成。永代橋のデザインを取り入れたと言われている。1999年に中央区区民有形文化財として登録。

## 柳橋通り
道路愛称名として使われている。東日本橋駅出入口から北東に直進、国道14号（靖国通り）上の両国橋西交差点で交わると柳橋に向かって北方に直進。台東区側の突当るまでの区間である。

## 画像

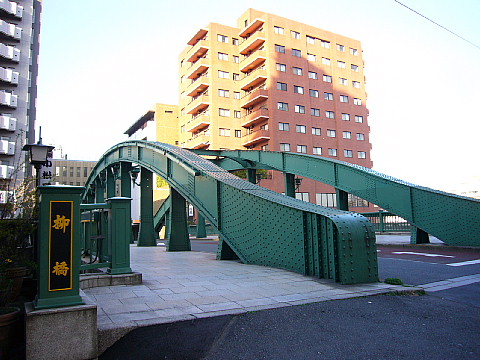
東日本橋側からの柳橋

## 隣の橋
- 神田川

（上流） - 左衛門橋 - 浅草橋 - 柳橋 - （隅田川へ）